# Hautot-sur-Seine
Hautot-sur-Seine é uma comuna francesa na região administrativa da Normandia, no departamento de Sena Marítimo. Estende-se por uma área de 2,16 km². Em 2010 a comuna tinha 413 habitantes (densidade: 191,2 hab./km²).